# The Liza Minnelli Foursider
The Liza Minnelli Foursider é a primeira coletânea musical da cantora e atriz estadunidense Liza Minnelli. O lançamento ocorreu em 1973, sob o selo A&M Records, após a cantora lançar três álbuns de estúdio e um ao vivo com a gravadora.
A lista de faixas contempla quatro álbuns lançado pela A&M Records entre os anos de 1968 e 1972, a saber: Liza Minnelli de 1968, Come Saturday Morning, de 1969, New Feelin', de 1970 e o álbum "ao vivo" Live at the Olympia in Paris, de 1972.
A série Foursider foi uma coleção em LPs duplos, do início dos anos de 1970, que se caracterizava por lançar faixas de catálogo dos artistas pertencentes a A&M Records. A coleção tinha uma padronização nas capas, mas cada artista era representado com uma cor distinta. Minnelli é representada pela cor verde. Todo o material da série foi compilado e editado por Clare Baren e Richard Burns. Apesar de ser um disco duplo, o preço de mercado era equivalente ao de um LP unitário.
Após o lançamento, recebeu resenhas favoráveis dos críticos de música e apareceu em uma das paradas musicais da revista Billboard, a Bubbling Under the Top LPs.
Ao longo das décadas de 1990 e 2000, a compilação foi relançada com diferentes títulos e capas no formato CD, incluindo: A&M Gold Series, em 1991, Master Series, em 1999, e Millennium Edition, em 2000. Apesar dessas variações, as faixas e sua sequência original permaneceram inalteradas. The Liza Minnelli Foursider com sua capa original, também foi lançada no formato CD.

## Recepção crítica
| Críticas profissionais | Críticas profissionais |
| Avaliações da crítica  | Avaliações da crítica  |
| Fonte                  | Avaliação              |
| ---------------------- | ---------------------- |
| AllMusic               | [ 1 ]                  |
| Cashbox                | Favorável              |

As resenhas dos críticos especializados em música foram favoráveis. William Ruhlmann, do site AllMusic, avaliou com três estrelas e meia de cinco e escreveu que  "[o álbum] é uma amostra tão boa quanto poderia ser montada a partir dos recursos limitados disponíveis e apresenta algumas das músicas com as quais Minnelli é mais identificada, embora nem sempre em versões ideais".
O crítico da revista Cash Box escreveu que o álbum é um testemunho da incrível virtuosidade da cantora, que, segundo ele, "resplandece em sua entrega luxuosa e interpretação emotiva". Ele destacou as canções "You’d Better Sit Down Kids" de Sonny Bono e a música "Cabaret", de Ebb-Kander, que se tornou um clássico.

## Desempenho comercial
Comercialmente, tornou-se o segundo melhor desempenho dos álbuns da A&M Records de Minnelli. Na parada de sucessos Bubbling Under the Top LPs, da revista Billboard, estreou na posição de número 209 e passou outras três semanas consecutivas na lista. Teve como pico a posição de número 207.

## Lista de faixas
- Créditos adaptados do LP The Liza Minnelli Foursider, de 1973.[13]

| N.º | Título                                         | Compositor(es)                              | Álbum                        | Duração |  |
| 1.  | "Introduction"                                 |                                             | Live at the Olympia in Paris | 3:06    |  |
| 2.  | "Everybody's Talkin' / Good Morning Starshine" | Fred Neil / G. MacDermot, G. Ragni, J. Rado | Live at the Olympia in Paris | 3:29    |  |
| 3.  | "Liza (With A "Z")"                            | Fred Ebb, John Kander                       | Live at the Olympia in Paris | 3:46    |  |
| 4.  | "I Will Wait For You"                          | Michel Legrand, Norman Gimbel               | Live at the Olympia in Paris | 3:40    |  |
| 5.  | "Cabaret"                                      | Fredd Ebb, John Kander                      | Live at the Olympia in Paris | 4:29    |  |
| 6.  | "The Man I Love"                               | George Gershwin, Ira Gershwin               | New Feelin'                  | 2:45    |  |
| 7.  | "Love Story"                                   | Randy Newman                                | Come Saturday Morning        | 2:29    |  |
| 8.  | "Married"                                      | F. Ebb, J. Kander                           | Liza Minnelli                | 1:30    |  |
| 9.  | "You'd Better Sit Down, Kids"                  | Sonny Bono                                  | Liza Minnelli                | 3:29    |  |
| 10. | "Leavin' On A Jet Plane"                       | John Denver                                 | Come Saturday Morning        | 3:15    |  |
| 11. | "Come Saturday Morning"                        | Dory Previn, Fred Karlin                    | Come Saturday Morning        | 1:46    |  |
| 12. | "Nevertheless (I'm In Love With You)"          | B. Kalmar, H. Ruby                          | Come Saturday Morning        | 2:52    |  |
| 13. | "Lazy Bone"                                    | Carmichael, Mercer                          | New Feelin'                  | 2:32    |  |
| 14. | "Come Rain Or Come Shine"                      | Arlen, Mercer                               | New Feelin'                  | 3:12    |  |
| 15. | "My Mammy"                                     | Young, Lewis, Donaldson                     | Liza Minnelli                | 3:01    |  |
| 16. | "Waiting For My Friend"                        | G. Melly, J. Addison                        | Liza Minnelli                | 2:48    |  |
| 17. | "Mac Arthur Park - Didn't We"                  | Jim Webb                                    | Come Saturday Morning        | 4:08    |  |
| 18. | "Maybe This Time"                              | Ebb, Kander                                 | New Feelin'                  | 3:12    |  |
| 19. | "God Bless The Child"                          | Herzog, Holiday                             | New Feelin'                  | 3:30    |  |

## Tabelas

### Tabelas semanais
| Tabela musical (1973)                                 | Melhor posição |
| ----------------------------------------------------- | -------------- |
| Estados Unidos (Billboard Bubbling Under the Top LPs) | 207            |